# 中华人民共和国国家工商行政管理总局
中华人民共和国国家工商行政管理总局（简称国家工商总局，缩写作 ），是已撤销的中华人民共和国国务院直属机构，主管市场监督管理和有关行政执法工作。既是经济监督机关，也是行政执法机关。

## 沿革
1953年，政务院财政经济委员会下设的“中央外资企业局”和“中央私营企业局”合并为“中央工商行政管理局”。
“文革”时期，1970年6月中央工商行政管理局并入了当时的商业部。
改革开放以后，1978年9月恢复设立“工商行政管理总局”，属国务院直属副部级单位。由国务院财贸小组代管。1982年8月改称“国家工商行政管理局”。
2001年4月30日，《国务院关于国家工商行政管理局新闻出版署国家质量技术监督局国家出入境检验检疫局机构调整的通知》（国发〔2001〕13号）发出，“将中华人民共和国国家工商行政管理局调整为中华人民共和国国家工商行政管理总局，升格为正部级，为国务院直属机构。”此后在全国工商行政管理系统施行省级以下的垂直管理；即省级工商行政管理部门，对省以下的工商行政管理系统业务、行政、人事、财务、纪检监察实行直接管理。
2011年10月10日，根据《国务院办公厅关于调整省级以下工商质监行政管理体制加强食品安全监管有关问题的通知》（国办发〔2011〕48号），将工商管理部门省级以下垂直管理恢复到“地方政府分级管理体制”；领导干部实行双重管理、以地方管理为主。
2013年3月，根据第十二届全国人大第一次会议通过的《国务院机构改革和职能转变方案》的规定，国家工商行政管理总局不再承担市场流通环节食品安全监督管理的职责，该项工作由新组建的国家食品药品监督管理总局承担。
2017年11月，国家工商行政管理总局全面完成登记企业管理权限下放工作，自2017年12月1日起不再办理具体的企业登记业务，原登记企业已全部下放至地方工商和市场监管部门登记管理。
2018年3月17日第十三届全国人民代表大会第一次会议通过《第十三届全国人民代表大会第一次会议
关于国务院机构改革方案的决定》，批准《国务院机构改革方案》。方案规定：“组建国家市场监督管理总局。将国家工商行政管理总局的职责，国家质量监督检验检疫总局的职责，国家食品药品监督管理总局的职责，国家发展和改革委员会的价格监督检查与反垄断执法职责，商务部的经营者集中反垄断执法以及国务院反垄断委员会办公室等职责整合，组建国家市场监督管理总局，作为国务院直属机构。同时，组建国家药品监督管理局，由国家市场监督管理总局管理。将国家质量监督检验检疫总局的出入境检验检疫管理职责和队伍划入海关总署。保留国务院食品安全委员会、国务院反垄断委员会，具体工作由国家市场监督管理总局承担。国家认证认可监督管理委员会、国家标准化管理委员会职责划入国家市场监督管理总局，对外保留牌子。不再保留国家工商行政管理总局、国家质量监督检验检疫总局、国家食品药品监督管理总局。”。

## 职责
根据《国务院关于机构设置的通知》（国发〔2008〕11号），设立国家工商行政管理总局（正部级），为国务院直属机构。主要职责是：　 
1. 负责市场监督管理和行政执法的有关工作，起草有关法律法规草案，制定工商行政管理规章和政策。
2. 负责各类企业、农民专业合作社和从事经营活动的单位、个人以及外国(地区)企业常驻代表机构等市场主体的登记注册并监督管理，承担依法查处取缔无照经营的责任。
3. 承担依法规范和维护各类市场经营秩序的责任，负责监督管理市场交易行为和网络商品交易及有关服务的行为。
4. 承担监督管理流通领域商品质量和流通环节食品安全的责任，组织开展有关服务领域消费维权工作，按分工查处假冒伪劣等违法行为，指导消费者咨询、申诉、举报受理、处理和网络体系建设等工作，保护经营者、消费者合法权益。
5. 承担查处违法直销和传销案件的责任，依法监督管理直销企业和直销员及其直销活动。
6. 负责垄断协议、滥用市场支配地位、滥用行政权力排除限制竞争方面的反垄断执法工作（价格垄断行为除外）。依法查处不正当竞争、商业贿赂、走私贩私等经济违法行为。
7. 负责依法监督管理经纪人、经纪机构及经纪活动。
8. 依法实施合同行政监督管理，负责管理动产抵押物登记，组织监督管理拍卖行为，负责依法查处合同欺诈等违法行为
9. 指导广告业发展，负责广告活动的监督管理工作。
10. 负责商标注册和管理工作，依法保护商标专用权和查处商标侵权行为，处理商标争议事宜，加强驰名商标的认定和保护工作。负责特殊标志、官方标志的登记、备案和保护。
11. 组织指导企业、个体工商户、商品交易市场信用分类管理，研究分析并依法发布市场主体登记注册基础信息、商标注册信息等，为政府决策和社会公众提供信息服务。
12. 负责个体工商户、私营企业经营行为的服务和监督管理。
13. 开展工商行政管理方面的国际合作与交流。
14. 领导全国工商行政管理业务工作。
15. 承办国务院交办的其他事项。

根据《中央编办关于工商总局主要职责内设机构和人员编制调整的通知》（中央编办发〔2013〕27号），2013年7月国家工商行政管理总局承担的流通环节食品安全监督管理职责划给国家食品药品监督管理局。

## 机构设置

### 内设机构
- 办公厅：负责机关文电、信息、督查、值班、档案、保密、保卫、信访等工作；承担机关政务公开、政府信息公开、新闻宣传管理等工作。承办总局交办的其他事项。内设秘书处（总值班室）、综合处、督查处、文书档案处、政务信息处、新闻宣传处、信访处。
- 综合司：负责市场监管和行政执法的政策研究和综合分析工作；承担市场监督管理和行政执法重大专项的督导工作；组织指导全国工商行政管理业务统计工作；研究提出与工商行政管理发展相关的财税、金融等政策建议；拟订并组织实施总局机关及直属单位的预算、财务审计和基本建设等工作。承办总局交办的其他事项。内设综合处、政策研究处、改革研究处、统计监测处、财务预算处、审计监督处、资产管理处。
- 法规司：组织起草有关法律法规草案和规章；组织开展工商行政执法监督和听证工作，承担或参与有关行政复议、行政应诉和赔偿工作；承担指导本系统行政执法行为监督工作。承办总局交办的其他事项。内设综合处、法规处、复议应诉处、执法监督处。
- 反垄断与反不正当竞争执法局（规范直销与打击传销办公室）：拟订有关反垄断、反不正当竞争、直销监督管理和禁止传销的具体措施、办法；承担有关反垄断执法工作；查处市场中的不正当竞争、商业贿赂、走私贩私及其他经济违法案件，督查督办大案要案和典型案件；承担监督管理直销企业和直销员及其直销活动工作，查处违法直销和传销大案要案，协调相关方面开展打击传销联合行动工作。承办总局交办的其他事项。内设综合处、反垄断法律指导处、反垄断执法一处、反垄断执法二处、反不正当竞争处、经济检查处、直销监管处、禁止传销处。
- 消费者权益保护局：拟订保护消费者权益的具体措施、办法；承担流通领域商品质量监督管理工作；开展有关服务领域消费维权工作；查处假冒伪劣等违法行为；承担指导消费者咨询、申诉、举报受理、处理和网络体系建设工作。承办总局交办的其他事项。内设综合处、商品监管和服务消费保护处、12315工作指导处。
- 市场规范管理司（网络商品交易监管司）：拟订规范市场秩序的具体措施、办法；承担规范维护各类市场经营秩序工作；负责监督管理网络商品交易及有关服务的行为；组织实施合同行政监督管理，查处合同欺诈等违法行为；承担管理动产抵押登记、经纪人、拍卖行为工作；组织指导商品交易市场信用分类管理工作；组织指导市场专项治理工作。承办总局交办的其他事项。内设综合处、市场规范管理处、合同行政监督管理处、网络交易规范处、网络商品交易监管处、网络服务交易监管处。
- 企业注册局（外商投资企业注册局）：拟定企业（含外商投资企业、港澳台商投资企业及在中国境内从事生产经营活动的外国企业，下同）、外国企业常驻代表机构登记注册管理的具体措施、办法；组织指导企业、外国企业常驻代表机构登记注册工作；承担规定范围内的企业、外国企业常驻代表机构登记注册工作；承担企业法人基础信息库的建立、维护工作；承担企业、外国企业常驻代表机构登记注册信息的分析、公开工作。承办总局交办的其他事项。内设综合处、注册指导处、企业注册处、企业名称管理处、企业法人库管理处。
- 企业监督管理局：拟定企业监督管理具体措施办法，组织指导对企业登记注册行为的监督检查；组织指导企业信用分类管理，依法开展企业信息公示工作，承担企业信用信息公示系统的建立、维护工作；对企业监督管理信息和公示信息进行研究分析，推动建立企业经营异常名录和市场主体“黑名单”制度；承担与其他国家机关企业监督管理信息和公示信息交换共享的协调联系工作。承办总局交办的其他事项。内设综合处、监管指导处、信用监管处、信息公示处、公示系统建设管理处。
- 广告监督管理司：拟订广告业发展规划、政策措施并组织实施；拟订广告监督管理的具体措施、办法；组织、指导监督管理广告活动；组织监测各类媒介广告发布情况；查处虚假广告等违法行为；指导广告审查机构和广告行业组织的工作。承办总局交办的其他事项。内设综合处、广告监督与案件指导处、广告经营规范管理处、广告业规划发展处。
- 个体私营经济监督管理司（非公有制经济组织党建工作办公室）：调查研究个体、私营经济发展与管理情况，拟订监督管理的具体措施、办法；指导个体工商户、私营企业、农民专业合作社的登记注册与监督管理工作；组织指导个体工商户信用分类管理工作；查处取缔无照经营；指导个体劳动者协会、私营企业协会的工作；在中央组织部指导下，负责指导各地工商行政管理部门（市场监督管理部门）配合党委组织部门开展小微企业、个体工商户、专业市场的党建工作。承办总局交办的其他事项。内设综合处、登记指导处、监督管理处、非公有制企业党建工作处。
- 人事司：负责机关和直属单位的人事管理、机构编制、队伍建设等工作；承办省、自治区、直辖市工商行政管理部门领导班子双重管理的有关事项；指导本系统队伍建设的有关工作。承办总局交办的其他事项。内设综合处、劳动工资处、调配处、考核任免处、队伍建设指导处、干部监督处。
- 国际合作司（港澳台办公室）：开展工商行政管理方面的国际合作与交流，承担涉及港澳台的合作与交流事务；承办机关和直属单位的外事工作。承办总局交办的其他事项。内设护照签证处、多边合作处、双边合作处。
- 机关党委：负责机关和在京直属单位的党群工作。承办总局交办的其他事项。内设组织宣传处（办公室）、纪律检查处（机关纪委办公室）、群工统战处。
- 离退休干部办公室：负责机关离退休干部工作，指导直属单位的离退休干部工作。承办总局交办的其他事项。内设综合处、生活保障处、组织宣传处。
- 商标局：负责商标注册和管理工作，依法保护商标专用权和查处商标侵权行为，处理商标争议事宜，加强驰名商标的认定和保护工作。负责特殊标志、官方标志的登记、备案和保护。研究分析并依法发布商标注册信息，为政府决策和社会公众提供信息服务。实施商标战略。承办总局交办的其他事项。内设综合处、申请受理处、审查一处、审查二处、审查三处、审查四处、审查五处、审查六处、审查七处、审查八处、地理标志审查处、国际注册处、异议裁定一处、异议裁定二处、异议裁定三处、商标信息档案管理处、变更续展处、法律事务处、商标监督管理处、商标审查质量管理处、计算机系统管理处。
- 商标评审委员会：承担处理商标争议事宜，并依法作出裁决。承办总局交办的其他事项。内设综合处、案件受理处、案件审理一至八处、法律事务处[6]。

### 直属单位
- 机关服务中心（机关服务局）
- 经济信息中心
- 中国工商报社
- 中国工商出版社
- 中国消费者报社
- 中国市场监督管理学会
- 行政学院
- 市场经济监督管理研究中心
- 宣传中心
- 商标审查协作中心[6]

### 主管社团
- 中国个体劳动者协会
- 中国消费者协会
- 中国广告协会
- 中华商标协会[6]

## 历任领导
中华人民共和国国家工商行政管理局
| 局长 1. 魏今非（1978年－1983年） 2. 任中林（1983年－1989年） 3. 刘敏学（1989年－1994年） 4. 王众孚（1994年－2001年） 副局长 | 党组书记 党组成员 |

中华人民共和国国家工商行政管理总局
| 局长 1. 王众孚（2001年4月－2006年10月） 2. 周伯华（2006年10月－2013年3月） 3. 张茅（2013年3月－2018年3月） 副局长 …… - 马正其（－2018年3月） - 甘霖（－2018年3月） - 唐军（－2018年3月） - 王江平（－2018年3月） - 刘俊臣（－2018年3月） | 党组书记 - 张茅（2013年3月－2018年3月） 党组成员 - 马正其（－2018年3月） - 唐军（－2018年3月） - 王江平（－2018年3月） - 刘俊臣（－2018年3月） - 刘实（－2018年3月，驻总局纪检组组长） |

## 中央纪委驻国家工商行政管理总局纪检组
| 组长 - 刘实（2015年7月—2018年3月） 副组长 - 王陈剑（？—？） | 正局级纪律检查员 - 王健（？—？） 副局级纪律检查员 |